# Pandanus unguifer
Pandanus unguifer là một loài thực vật có hoa trong họ Dứa dại. Loài này được Hook.f. miêu tả khoa học đầu tiên năm 1878.